# Петропавловская церковь (Ружаны)
Петропа́вловская це́рковь — храм, расположенный на пл. 17 сентября городского посёлка Ружаны Пружанского района Брестской области. Памятник архитектуры барокко.

## История
Храм, автором проекта которого являлся архитектор Я. С. Беккер, был заложен при местном базилианском монастыре в 1762 году. На его месте ранее находился униатский храм 1675 года. Строительство, отложенное на десять лет, было завершено в 1772—1778 годах (или же в 1784—1788 годах). Православной церковь стала в 1839 году.
На данный момент настоятелем является иерей Сень Александр Николаевич.

## Архитектура
Проект Беккера, который сохранился, и архитектура храма полностью совпадают. В архитектурном плане церковь состоит из однонефного однобашенного строения и большой полукруглой апсиды. Покатая двухскатная крыша отличается переходом над апсидой в конусовидное покрытие, накрытое головкой. Две квадратные в плане невысокие ризницы, расположенные по сторонам апсиды, покрыты трёхскатными крышами. Для завершения ризалита, выделяющего главный фасад по центру, был выбран развитый антаблемент и двухступенчатый аттик с треугольным фронтоном. Ранее завершением аттика служила балюстрада с четырьмя скульптурами святых, а основания башни — скульптуры парящих ангелов. Двухъярусная четвериковая башня-звонница, возвышающаяся над аттиком, завершена головкой на барабане. Ранее данная башня-звонница отличалась фигурным ярусом с люкарнами и боковыми волютами, а в завершении — высоким утончённым шпилем. Главный фасад обладает барочным пластичным характером, который был создан за счёт многочисленных креповок слоистыми пилястрами, профилированных тяг и различных ниш. Боковые же фасады характеризуются более плоскостной трактовкой и ритмичным членением арочными оконными проёмами в профилированных наличниках и пилястрами в простенках. Их опоясывает расположенный под крышей карниз.
Для перекрытия зала церкви был использован зеркальный свод. Роспись «Преображение» на его плафоне была восстановлена в начале XX века после пожара 1895 года. Роспись на плафоне апсиды — «Бог Саваоф». По обеим сторонам апсиды, отделённой деревянным резным иконостасом, расположены медальоны, изображающие апостолов Петра и Павла. В церкви хранится образ 1865 года, выполненный на доске с орнаментальным фоном «Богоматерь Одигитрия» (около 1648 года). Считается, что именно эта икона защитила храм от пожара 5 мая 1895 года, который практически полностью уничтожил селение.